# 藏马镇
藏马镇是中国山东省青岛市黄岛区下辖的一个镇。原名藏南镇，2019年11月7日改现名。

## 行政区划
下辖以下地区：
横河川村、上丁家洼村、大马家疃村、小马家疃村、潘家庄村、刘家庄村、茉旺村、乜家庄村、瓦屋村、唐家庄村、小岭子村、孙家屯村、丁家皂户村、下丁家洼村、崖下村、崖上村、西南地村、河西屯村、高戈庄村、曾家官庄村、长阡沟村、胡家庄村、臧家村、丁家松园村、贺吉沟村、王家官庄村、丁家官庄村、于家官庄村、西陡崖村、东陡崖村、河崖村、范家洼村、韩家溜村、岭西头村、岭南头村、刘卜疃村、大柳家庄村、后沟村、赵家沟村、马栏村、七亩地村、黄家营村和六合桥村。

## 人口
2010年中国第六次人口普查时，藏马镇共有人口26388人。共有家庭9529户，平均每户2.76人。14岁以下的少年儿童共3695人，占总人口14.00%；15-64岁人口共18467人，占总人口69.98%；65岁及以上的老年人共4226人，占总人口的16.01%。男性共计13296人，占总人口50.38%；女性共计13092，占总人口49.61%。本地居住的人口中，拥有本地户籍的人口为24958人，占94.58%。